# 選情告急
《選情告急》（英語：Game Change）是一部HBO自製的劇情片，由導演傑洛奇執導、編劇丹尼史壯改編。故事主要描寫2008年美國總統大選期間，共和黨候選人參議員約翰·麥肯（艾德·哈里斯飾）與搭擋阿拉斯加州州長莎拉·裴林（茱莉安·摩爾飾）競選造勢的過程。該片獲得不少好評，更榮獲多項電影獎，包括3項第70屆金球獎、5項第64屆黃金時段艾美獎。

## 外部連結
- 互联网电影数据库（IMDb）上《選情告急》的资料（英文）
- 爛番茄上《選情告急》的資料（英文）
- AllMovie上《選情告急》的资料（英文）
- 開眼電影網上《選情告急》的資料（繁體中文）
- 时光网上《選情告急》的資料（简体中文）
- 豆瓣电影上《選情告急》的資料 （简体中文）